# Mysterious Cafe, or Mr. and Mrs. Spoopendyke Have Troubles with a Waiter
Pour plus de détails, voir Fiche technique et Distribution.
Mysterious Cafe, or Mr. and Mrs. Spoopendyke Have Troubles with a Waiter est un film muet américain de Fantasy en noir et blanc, réalisé par James Stuart Blackton et Albert E. Smith, sorti en 1901.

## Fiche technique
- Titre : Mysterious Cafe, or Mr. and Mrs. Spoopendyke Have Troubles with a Waiter
- Réalisation : James Stuart Blackton, Albert E. Smith
- Photographie : James Stuart Blackton, Albert E. Smith
- Producteurs : James Stuart Blackton, Albert E. Smith
- Société de production : Vitagraph Company of America
- Distribution : Edison Manufacturing Company
- Langue : film muet avec les intertitres en anglais
- Format : Noir et blanc — 35 mm — 1,33:1 — Muet
- Genre : fantasy
- Durée : 2 minutes
- Dates de sortie ;
  -  États-Unis : 1901